# Albrecht Hofmann (Musiker)
Albrecht Hofmann (* 1939 in Schweinsburg) ist ein deutscher Dirigent und Musikdirektor.

## Leben
Hofmann war von 1977 bis 1993 Musikdirektor in Zwickau und von 2002 bis 2006 Vorsitzender der Robert-Schumann-Gesellschaft Zwickau, deren Ehrenmitglied er später wurde. Albrecht Hofmann ist bei den Internationalen Robert-Schumann-Wettbewerben als Dirigent mit zahlreichen Künstlern aus Ost und West in Kontakt gekommen. Im Jahr 1988 erhielt Hofmann selbst den Robert-Schumann-Preis der Stadt Zwickau. 